# T93 (súng bắn tỉa)
Súng bắn tỉa T93 (Type 93, Kiểu 93) (tiếng Trung Quốc:七點六二公厘T93狙擊槍) là loại súng bắn tỉa có thoi nạp đạn trượt động được thiết kế và sản xuất bởi Trung Hoa Dân Quốc.

## Lịch sử
Nó được giới thiệu trước công chúng lần đầu tiên năm 2007 trong triển lãm công nghệ vũ trụ và quốc phòng Đài Bắc. Tổ chức chính chịu trách nhiệm chế tạo loại súng này là 205th Armory cùng sự hỗ trợ của các công ty không cho xác định danh tính trong và ngoài Đài Loan.

## Thiết kế
Dựa vào thời gian xuất hiện và vẻ ngoài của nó thì nó rất gần giống với lúc khẩu súng bắn tỉa M24. Nó có các tính năng tương đương cũng như hộp đạn rời trong khá giống M24. Nòng súng được gắn tự do. Một điểm đáng chú ý của nó và M24 là loại súng này không có điểm ruồi. Báng súng gấp kéo ra/đẩy vào có thể điều chỉnh độ dài phù hợp H-S Precision PST-25 đã được thay đổi một chút cho phù hợp với các binh sĩ của Đài Loan.
Theo hình dáng bên ngoài thì mẫu thử nghiệm của T93 được trang bị ống nhắm Leupold Ultra M3A có thể cho phép gắn bộ phận nhìn trong đêm vào ống ngắm gắn trên thanh răn ở thân súng. Hệ thống gắn ống ngắm trông giống như hệ thống mà McCann Industries MIRS chế tạo nhưng ít răng hơn. Chân chống là loại Harris Ultralight 1A2 Series.
Theo thông tin được công bố chính thức thì T93 độ chính xác tốt nhất mà nó đạt được là khi bắn 3 viên với độ lệch 0.3 MOA trong phạm vi 800 m lúc thử nghiệm. Nó không thông báo về loại đạn đã được sản xuất về nhà máy hay loại đạn đã được sử dụng cho việc chế tạo thí nghiệm. T93 đã thành công sau sau cuộc thử nghiệm về độ bền với việc bắn 6.000 viên đạn mà không gặp trục trặc nào.

## Sản xuất và sử dụng
Hiện nay Thủy quân lục chiến Trung Hoa Dân Quốc đã mua 179 khẩu T93 cùng hơn 100.000 viên đạn và các phụ kiện đính kèm để trang bị cho mình vào năm 2008. 130 khẩu cùng 74.000 viên đạn được mua năm 2009 trong khi 47 khẩu cùng 26.000 viên đạn sẽ mua trong năm 2010. Tổng cộng chi phí là 120.000.000 tân đài tệ (3.800.000 USD).